# Пікаполь
Пікапо́ль (кат. picapoll) — біле каталонське вино.
У Франції цей сорт винограду під назвою пікпуль або фоль бланш (фр. picpoul або folle blanche) використовується для виробництва коньяків та арманьяків.
Зараз вирощується у кумарці Бажас (Каталонія, каталанські країни), а саме у місцевості, яка називається «Рівнина Бажасу» (кат. Pla de Bages).
Вину сорту пікаполь у 1995 р. присвоєно найменування, що підтверджує його оригінальність (кат. Denominació d'Origen Catalunya, відповідає фр. Appellation d'Origine Contrôlée або AOC) — «Denominació d'Origen Pla de Bages».